# Enchelidiella pellucida
Enchelidiella pellucida is een rondwormensoort, behorende tot de orde Enoplida. De plaatsing in een familie is onzeker. De wetenschappelijke naam van de soort is voor het eerst geldig gepubliceerd in 1954 door Allgén.